# 4244 Zakharchenko
4244 Zakharchenko è un asteroide della fascia principale. Scoperto nel 1981, presenta un'orbita caratterizzata da un semiasse maggiore pari a 3,1990757 UA e da un'eccentricità di 0,1711555, inclinata di 1,76951° rispetto all'eclittica.